# Lươn Điện Biên
Monopterus dienbienensis là một loài cá vây tia được Nguyễn Văn Hảo miêu tả năm 2005. Monopterus dienbienensis là loài lươn thuộc chi Monopterus, trong họ Synbranchidae